# Бейдик Олександр Олексійович

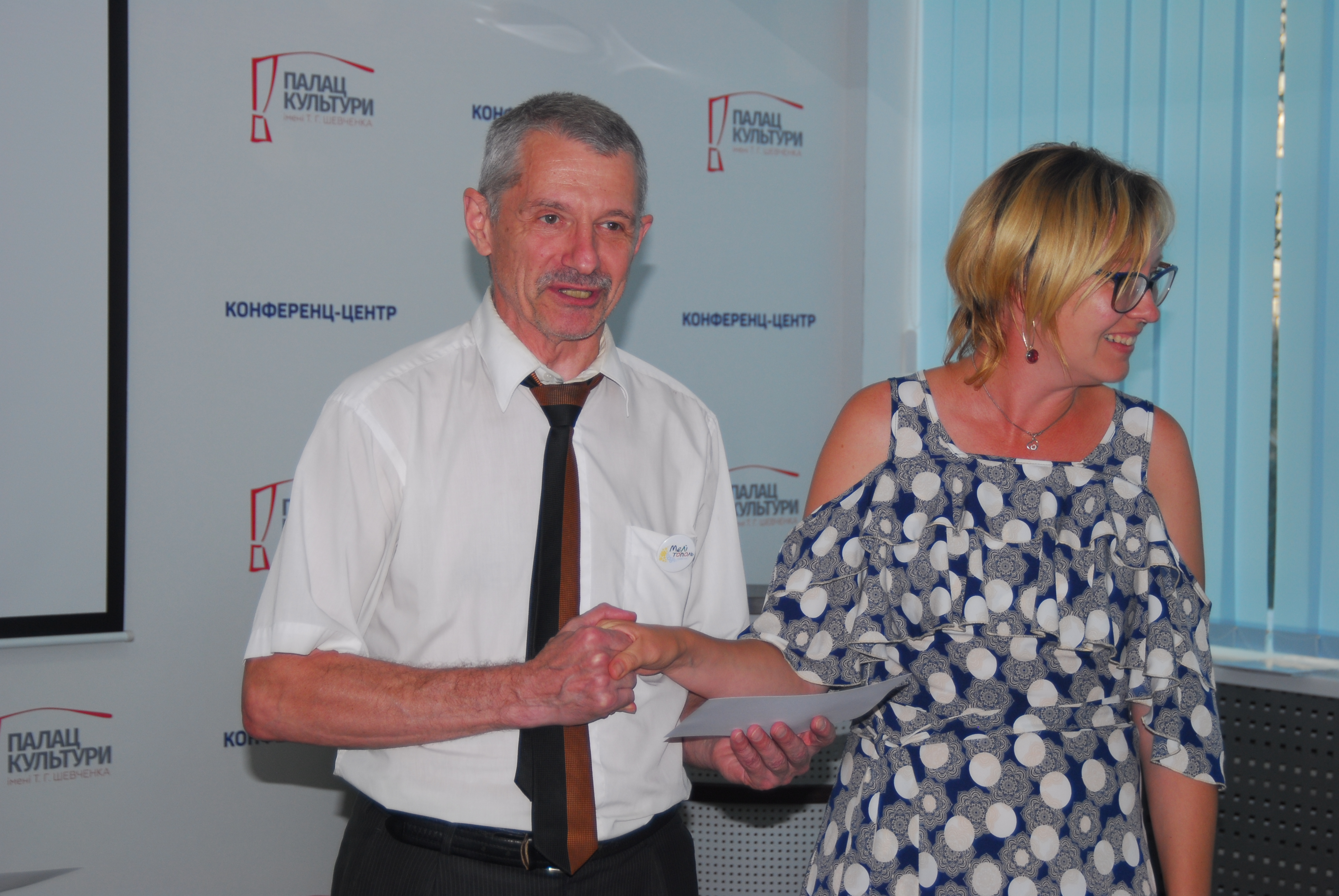

Бейдик Олександр Олексійович (*17 січня 1953 року в місті Київ) — український фізико- та економіко-географ, доктор географічних наук, професор Київського національного університету імені Тараса Шевченка.

## Біографія
Народився 17 січня 1953 року в місті Київ. Закінчив у 1975 році географічний факультет Київського університету, у 1991 році — Технологічну школу бізнесу (місто Владивосток). У 1975 році був переможцем всесоюзної вікторини «Чи знаєш ти Угорщину?» та учасником І фестивалю угорсько-радянської дружби. З 1979 року працює у Київському університеті асистент, з 1990 року доцентом кафедри фізичної географії та охорони природи, з 1991 року на кафедрі країнознавства та туризму. Кандидатська дисертація «Структура і динаміка рекреаційного освоєння долини Дніпра в межах УРСР (1900—1985 роках)» захищена у 1986 році. Докторська дисертація «Методологія та методика аналізу рекреаційно-туристських ресурсів України» захищена у 2005 році. У 2006 році обраний на посаду професора, а з 2008 року отримав вчене звання професора.
Викладає дисципліни: «Рекреаційна географія», «Географія туризму», «Рекреаційно-туристські ресурси», «Туристсько-рекреаційні комплекси», «Ресурси міжнародного туризму», «Рекреаційні комплекси світу», «Туристичні ресурси слов'янських країн», «Стратегія розвитку національного туризму», «Безпека в туризмі», «Регіон, політика розвитку туризму в Україні», «Екологічний менеджмент в туризмі», «Географія туризму України», «Туристсько-рекреаційні ресурси світу». Експерт з туризму Державної акредитаційної комісії Міністерства освіти і науки України. Постійний член редколегії наукових збірників: «Туристично-краєзнавчі дослідження» Інституту туризму Федерації профспілок України, «Велика Волинь» Житомирського науково-краєзнавчого товариства дослідників Волині.
Організатор та учасник експедицій на Байкал, Камчатку, Курильські острови, Японське та Каспійське моря, озера — Іссик-Куль, Телецьке, Ханка, Балатон, острів Сахалін, на Алтай, до Паміру, на Кольський півострів, до дельти Дунаю та інші. Відвідав понад 40 країн світу.

## Наукові праці
Автор та співавтор близько 300 наукових праць. Основні праці:
1. Рекреаційно-туристські ресурси України: методологія та методика аналізу, термінологія, районування: Монографія. — К., 2001.
2. Українсько-російський словник термінів і понять з географії туризму і рекреаційної географії. — К., 1997.
3. Словник-довідник з географії туризму, рекреалогії та рекреаційної географії. — К., 1998.
4. Тлумачний словник термінів з рекреаційної географії (географії туризму). — К., 1993.
5. Географія: Короткий тлумачний словник. — К., 2001.
6. Російсько-український тлумачний словник термінів з медичної географії. — К., 1997 (у співавторстві).
7. Рекреаційні ресурси України: Навчальний посібник. — К., 2009.
8. Україна: стратегія розвитку національного туризму: Навчальний посібник. — К., 2009.
9. Географія України: Навчальний посібник. — К., 1996.
10. Географія: Посібник для вступників до ВНЗ. — К., 1996 (у співавторстві).
11. Економічна і соціальна географія світу: Підручник для 10 класу. — К., 2006 (у 1998 році видано російською мовою, у 2001 — угорською) (у співавторстві).